# Mitrovics Gyula (tanár, 1871–1965)
Mitrovics Gyula (Sárospatak, 1871. június 29. – Stuttgart, 1965. március 17.) filozófus, esztéta, neveléstudós, egyetemi tanár, pedagógiai író, az MTA levelező tagja (1935–1947).

## Élete
Mitrovics Gyula református lelkész és Botka Emilia fia. Sárospatakon végezte a gimnáziumot 1889. júniusban és ugyanekkor a Magyar Tudományos Akadémiától a magyar irodalomban legnagyobb jártassággal bíró pataki gimnáziumi tanuló számára alapított Kazinczy-díjat neki ítélték tanárai. 1889. szeptemberben a budapesti egyetem bölcseleti karára iratkozott be. Itten Beőthy, Gyulai és Pasteiner tanárai hatottak további képeztetésére és két pályadíjat nyert. Az 1890-1891. I. félévét a bécsi, a II.-at a berlini egyetemen töltötte. Itt főleg klasszika-filológiát és ókori művészettörténetet hallgatott; közben nagyobb utazásokat is tett. Az 1891-93. iskolai éveket tanárképző-intézeti ösztöndíjjal újból a budapesti egyetemen töltötte. 1893. június 10-én az esztétikából, a magyar irodalomból és a művészettörténetből bölcseletdoktori szigorlatot tett. 
1893. szeptemberben a sárospataki református főiskolában mint gimnáziumi helyettes (később rendes tanár) nyert alkalmazást. 1894-95-ben Bartha Bélával szerkesztőtársa volt az előbb Sárospatakon, majd Debrecenben hetenként kétszer megjelenő Őrálló című szabadelvű s protestáns irányú politikai lapnak, melynek irodalmi, művészeti és paedagogiai cikkeinek nagy részét ő írta. 
1898. május 11-én középiskolai tanári oklevelet nyert a latin és magyar szakcsoportból. 1897. február 9-én nőűl vette Makláry Pap Miklós tankönyvíró és gimnáziumi tanár leányát Ilonát. Mint tanár több ízben tett tanulmányutat egyházkerülete, majd a Magyar Tudományos Akadémia segítségével, így Ausztriában, Német- és Olaszországban. 
1904-től a miskolci felsőbb leányiskola igazgatója volt, majd 1909-től a debreceni kollégiumban tanított. 1914 és 1918-ban között a kollégium könyvtárát igazgatta. 1917-ben egyetemi magántanár lett, majd 1918-tól a pedagógia nyilvános rendes tanárává nevezték ki a debreceni egyetemen, s 1940-41-ben az egyetem rektoraként tevékenykedett. Ezt követően nyugdíjba ment. Elnöke volt a Magyar Esztétikai Társaságnak, megalapította az Esztétikai Szemlét, amit 1935 és 1938 között szerkesztett is. 

## Írásai
Cikkei a Figyelőben (XXVI. 1889. Tompa Mihály zsengéi); a Sárospataki Lapokban (1890. Adatok Tompa diákkorához); a Protestáns Szemlében (1890. Csenkeszfai Poóts András); a Sárospataki Lapokban (1890. A középiskolák államosítása, 1891. Templomaink művészi diszítése, Az új énekes könyvről, 1892. A leánygymnasium kérdéséhez, 1882-93. könyvism.); a Fővárosi Lapokban (1891. 123. A müncheni tárlatban, 137., 192., 195. A berlini nemzetközi műtárlatról, 1892. 12. szám A vallásos költészet újabb mozgalmáról, 116. sz. Irodalmi divatok); az Őrállóban (1894. Utóhang a tavaszi tárlatról, Munkácsy «Honfoglalás»-a, A népiskolák és gymnasiumok viszonya, A téli tárlat, A sárospataki főiskola Kazinczy-ünnepélye alkalmából, A napi sajtó kritikája és könyvism., 1895. A velenczei S. Marco, Közműveltség és társadalom, A debreczeni egyetem, Ellentétek, a téli tárlat alkalmából, A görög-római művészettörténet kutatásának módszere, Gyulai Pál, és könyvismertetések); az Egyetemes Philol. Közlönyben (1895. Az olympiai Zeus-templom); az Irodalomtörténeti Közleményekben (1896. Aeneas Sylvius «De duobus amantibus»-ának magyar átdolgozói); a Sátoraljában (1896. Emeljünk új oltárokat); a Budapesti Szemlében (1897. A képzőművészeti társulat tavaszi tárlata, Szana Tamás, Izsó M. élete és munkái, helyreigazító és bővítő birálat, 1900. Küzdelem a jövő művészetéért) az Erdélyi Múzeumban (1897., 1899. könyvism.); a Debreczenben (1897. 164. sz. Német diákvirtus); az Athenaeumban (1898-1899. Plinius és a görög képírás története); az Orsz. középisk. tanáregyesületi Közlönyben (1898. Az ifjúság aesthetikai és művészi nevelése); a Magyar Szóban (1901. dec. 25. A szép a magyar lélek tükrében); cikkek és könyvismertetések a Sárospataki Lapokban, Debreczenben, Sárospataki Ifjúsági Közlönyben és Egyetemi Lapokban többnyire álnévvel vagy betűjegy alatt.

## Munkái
- A valószerűségről. Aesthetikai tanulmány az irodalom és művészetek köréből. Bpest, 1893. (Doktori disszertáció. Ism. Sárosp. Lapok, Főv. Lapok 157., Debr. Prot. Lap, Erdélyi Múzeum 1894. és Athenaeum).
- Középiskoláink reformja. Szavazat a tantervrevisio ügyében. Sárospatak. 1897. (Maklári Pap Miklós és Rácz Lajos társaságában).
- Aeneas Sylvius Piccolomini Historia de Eurialo et Lucretia se amantibusa. Sárospatak, 1899. (Székfoglaló értekezés).
- Molnár Lajos, Magyar olvasókönyv, a gymnasium számára. I. kötet. Átdolgozta. Sárospatak, 1902.
- A bölcselet történetének vázlata. Irta Schwegler Albert, a Koeber R. által átnézett és bővített 15. kiadás után ford. Átnézte Szlavik Mátyás, Bpest, 1902.
- A magyar esztétikai irodalom története (Debrecen – Bp., 1928).
- Kazinczy Ferenc esztétikai törekvései (Bp., 1929).
- A neveléstudomány alapvonalai (Debrecen – Bp., 1933).
- Esztétika és kritika (Bp., 1935).
- A műalkotás szemlélete (Bp., 1940).

## Álnevei és jegyei
Mátrahegyi, Pataki Gyula, imgy. dr. és s.